# Jane Briggs Hart
Jane Briggs Hart, aussi dite Janey Hart, née le 21 octobre 1921 à Detroit, dans le Michigan, et morte le 5 juin 2015 à West Hartford, dans le Connecticut, est une aviatrice américaine et militante pour l'égalité des droits et contre la guerre.
Elle a également fait partie du programme Mercury 13, un groupe de femmes qui ont suivi des tests physiologiques identiques à ceux des astronautes de Mercury Seven dans les années 1960, mais dans un programme indépendant de la NASA.

## Vie personnelle
Jane Briggs naît le 21 octobre 1921 à Detroit dans l'état du Michigan. Elle est la fille de l'homme d'affaires Walter O. Briggs et de sa femme, Jane,. Elle fréquente le Manhattanville College à New York. Plus tard, à 49 ans, elle obtient un baccalauréat universitaire d'anthropologie à la George Washington University à Washington D.C,.
Elle épouse en 1943 Philip Hart, avec qui elle a neuf enfants, dont un qui meurt avant d'atteindre l'âge adulte. En 1958 Philip Hart est élu sénateur du Michigan pour le Parti démocrate. Il reste à ce poste jusqu'à sa mort, en 1976.
Janey Hart meurt le 5 juin 2015 de complications dues à la maladie d'Alzheimer, à l'âge de 93 ans.

## Aviation
Jane Briggs Hart commence à piloter à l'âge de 18 ans.  Elle intègre les Ninety Nine, une organisation de femmes pilotes, et participe à des courses d'aviation. Elle est également capitaine dans la Civil Air Patrol. Vers la fin des années 1950, elle devient la première femme du Michigan à piloter un hélicoptère. Elle pilote son mari à ses événements de campagne, attirant les foules lors de ses atterrissages.

## Mercury 13
En 1961, à l'âge de 40 ans, Janey Hart est sélectionnée pour le programme "Mercury 13". Ce programme est mené par le Dr Randy Lovelace, le médecin testant les aspirants astronautes du programme Mercury. Le Dr Lovelace se demande si les femmes sont capables d'aller dans l'espace, et sélectionne des femmes pour leur faire passer les mêmes tests que les astronautes de Mercury. Le programme, appelé "Mercury 13" par les médias, n'est pas accepté par la NASA et doit s'arrêter brutalement.
Jane Briggs Hart se rend alors à Washington avec Jerrie Cobb pour demander la reprise du programme. En 1962, la Chambre des représentants des États-Unis tient des auditions pour déterminer si l'arrêt du programme constitue une discrimination. Malgré le témoignage de Jerrie Cobb et Janey Hart, l'aspect discriminatoire n'est pas reconnu et le programme ne reprend pas.

## Politique
Janey Hart est l'une des membres fondatrices de la National Organization for Women. Elle s'oppose à la guerre du Vietnam et, en 1972, arrête de payer ses impôts pour protester contre la guerre. Elle participe également au mouvement des droits civiques. 